# Kazimierz Żuk
Kazimierz Żuk (ur. 15 czerwca 1931 w Łanowicach, obecnie na Ukrainie) – polski dyplomata i ekonomista, chargé d’affaires w Singapurze (1973–1974).

## Życiorys
Syn Edwarda. Członek Związku Harcerstwa Polskiego (1947–1948), Związku Młodzieży Polskiej (1949–1956) i Związku Młodzieży Socjalistycznej (1959–1961). W 1951 zdał maturę w Jeleniej Górze, w 1955 ukończył Wydział Handlu Zagranicznego Szkoły Głównej Planowania i Statystyki. Od 1957 należał do Polskiej Zjednoczonej Partii Robotniczej, był m.in. II sekretarzem Oddziałowej Organizacji Partyjnej (OOP) PZPR w Ministerstwie Handlu Zagranicznego.
Od 1955 pracował w Przedsiębiorstwie Handlu Zagranicznego „Minex”, od 1961 do 1965 kierował działem w Biurze Radcy Handlowego w Rangunie. W 1965 został szefem sekcji w PHZ „Motoimport”, a od 1966 do 1970 zastępca kierownika działu w PHZ „Minex”. W 1970 przeszedł na stanowisko naczelnika wydziału w Ministerstwie Handlu Zagranicznego. Od czerwca 1973 do sierpnia 1977 I sekretarz i attaché handlowy ambasady w Malezji, równocześnie od 28 sierpnia 1973 do 1974 zajmował stanowisko chargé d’affaires PRL w Singapurze.